# 生物股長
生物股長（日语： Ikimono-gakari）是日本的音樂團體，於1999年2月組成。所屬經紀公司是MOAI，所屬唱片公司是EPIC Records。
團名的來歷是因為水野良樹和山下穗尊兩人在小學時期都擔任過生物股長（生き物係），照顾班里饲养的小动物。結成後以神奈川縣的海老名市、厚木市等地為活動範圍開始街頭演唱，2003年8月25日發行首張地下專輯，2006年3月15日發行主流樂壇出道單曲《SAKURA》，不但成為日本當紅的廣告曲，也讓生物股長嶄露頭角。

## 成員
| 人名          | 演奏位置             | 其他資訊 |
| 現任成員      | 現任成員             | 現任成員 |
| ------------- | -------------------- | --- |
| 吉岡聖惠 （） | 主唱                 | - 學歷：厚木市立南毛利小中學校，神奈川縣立海老名高級學校，昭和音樂大學短期大學部音樂系 - 出生日期：1984年2月29日（41歲） - 身高：165 cm - 出生地：靜岡縣靜岡市出生，5歲時遷往神奈川縣厚木市 - 哥哥是水野及山下的同班同學 - 血型：A型 |
| 水野良樹 （） | 吉他、伴唱，樂團隊長 | - 學歷：海老名市立杉久保小學校，大谷中学校，神奈川縣立厚木高等學校，明治大學政治經濟學部（中退），一橋大學社會學部（畢業） - 出生日期：1982年12月17日（42歲） - 出生地：靜岡縣濱松市出生，幼年時遷往神奈川縣海老名市 - 身高：168 cm - 創作歌曲需時頗長，曾被說過創作時間是「山下需時30分鐘，水野需時30天」（出自日雜《Top Runner》） - 幾乎包辦所有主打作品，例如《SAKURA》、《夏空塗鴉》、《花は桜 君は美し》 - 血型：A型 |
| 前任成員      |                      | |
| 山下穗尊 （） | 吉他、口琴           | - 學歷：海老名市立杉久保小學校，大谷中学校，神奈川縣立厚木高等學校，法政大學社會學系 - 出生日期：1982年8月27日（42歲） - 出生地：神奈川縣厚木市 - 身高：174 cm - 創作速度快，一首歌曲大約需時30分鐘，通常被採用為B-side（非主打）歌曲，例如《心一つあるがまま》、《最後的放學後》、《讓心靈之花綻放》等等 - 血型：O型 |

## 樂團簡歷
1989至2005年
- 1989年4月水野和山下在小學一年級相遇，兩人都擔任了班上的生物股長的職位。
- 1999年2月1日，水野和山下組成音樂團體，並命名為「生物股長」（原因見上）開始街頭演唱，最初是翻唱山崎將義的歌曲[3]。
- 1999年11月3日，吉岡加入，成為三人團體。當時街頭演唱鮮有女生為主唱的組合，而找女生當主音也是水野和山下的構思[3]。
- 2000年9月，因為水野及山下需要參加大學聯考，樂團活動暫停一年。水野考上明治大學後一邊上課一邊準備翌年的聯考，其後考上一橋大學，山下則考上法政大學
- 2002年3月，恢復樂團活動，可是吉岡因為練唱壓力而令樂團一度無法繼續活動[4]
- 2003年3月，經過一年調整，再次決定恢復樂團活動，計劃將活動範圍從街頭擴大至LIVE HOUSE，並加大樂曲創作量
- 2003年4月，正式恢復街頭演唱，地點是小田急小田原線厚木站前
- 2003年6月2日，舉行首個LIVE HOUSE演唱會
- 2003年8月25日，推出首張地下專輯《誠に僭越ながらファーストアルバムを拵えました…》
- 2005年3月26日，首次於會堂舉行小型演唱會，地點是厚木市文化會館

2006年
- 3月15日，島田昌典製作的下式出道單曲《SAKURA》發行。此一單曲造成日本全國轟動 。
- 3月31日，推出第二張單曲《HANABI》（動畫《BLEACH》的片尾曲），首週即登上Oricon公信榜第5位
- 11月10日至11月30日，舉行出道後首場演唱會「いきものがかりのみなさん、こんにつあー!! 2006」

2007年
- 3月7日，首張專輯《櫻花盛開的街道故事》發售。首週即登上Oricon公信榜第4位
- 5月24日至6月24日，舉行演唱會「いきものがかりのみなさん、こんにつあー!! 2007 〜桜咲く街物語〜」

2008年
- 2月13日，第二張專輯《LIFE ALBUM》發售。首週即登上ORICON銷量榜第2位
- 3月30日至5月23日，舉行演唱會「いきものがかりのみなさん、こんにつあー!! 2008 〜ライフアルバム〜」
- 7月9日，第10張單曲《青鳥》發售。這首歌是動畫《火影忍者疾風傳》的片頭曲。首週即登上Oricon公信榜第3位，是組合首張初登場即登上頭三位的單曲
- 12月14日，第三張專輯《My song Your song》發售。首週即登上Oricon公信榜第1位，是首張登上榜首的專輯，同時也是2008年12月份銷量榜的冠軍專輯
- 12月31日，出演第59回NHK红白歌合战，首次登上紅白舞台，演唱的歌曲是出道作《SAKURA》

2009年
- 3月4日推出首支DVD映像作品《とってもええぞう》，收錄第1張至第12張單曲的音樂影片（MV）
- 2009年度第76屆「NHK全國學校音樂節」，起用水野良樹創作的《YELL》作為中學組的指定比賽歌曲
- 2009年12月30日，《YELL》一曲獲第51屆日本唱片大獎頒發的「優秀作品獎」
- 2009年12月31日，出演第60回NHK红白歌合战（第二次出場），演唱的歌曲為《YELL》

2010年
- 2010年3月25日至9月29日，舉行演唱會「いきものがかりの みなさん、こんにつあー!!2010　全国あんぎゃー!!～ハジマリノウタ～」，會場遍及全日本47個縣市，共舉辦60場
- 2010年9月1日，於日本武道館首次公演
- 2010年11月3日，首張精選輯《生物百科圖鑑～團員精選～》發售，銷售量突破一百萬
- 2010年12月31日，出演第61回NHK红白歌合战（第三次出場），演唱曲目為《感謝》

2011年
- 7月23及24日，於橫濱球場舉行演唱會「いきものまつり2011 どなたサマーも楽しみまSHOW!!! 〜横浜スタジアム〜」，該會場為職業棒球場，可容納約三萬人。24日之場次於全日本之電影院、台北信義威秀及香港MCL德福現場直播
- 7月31日至8月25日，舉行會員限定巡迴演唱會「いきものがかり ファンクラスツアー 〜ホームルーム2011〜」。
- 12月31日，出演第62回NHK红白歌合战（第四次出場），演唱曲目為《向前走》。

2012年
- 2月29日，睽違一年兩個月的第五張專輯《NEWTRAL》發行。
- 4月14日至6月22日，巡迴演唱會「いきものがかりの みなさん、こんにつあー!! 2012 〜NEWTRAL〜」前半部分於日本各地的hall舉行。
- 8月26日至11月22日，以上巡迴演唱會後半部分於日本各地的arena舉行。
- 12月19日，發行抒情精選輯《バラー丼》。
- 12月31日，出演第63回NHK红白歌合战（第五次出場），同時首次擔任紅組壓軸，成為繼DREAMS COME TRUE之後第二組擔任紅組壓軸的樂隊組合，演唱曲目為《随着风吹》。

2013年
- 1月，公信榜合計CD總銷售數量突破五百萬張。
- 3月27日，「いきものがかりの みなさん、こんにつあー!! 2012 〜NEWTRAL〜」發行。
- 6月5日，《1 2 3 〜恋がはじまる〜》發行。
- 7月10日，《笑顏》發行，為電影《寵物小精靈劇場版：神速的蓋諾賽克特 超夢覺醒》的片尾曲。
- 7月24日，第六張專輯《I》發行。
- 8月17日，隊長水野良樹在官方粉絲部落格發表結婚訊息，對象為一般女性。
- 9月1日至12月8日，「いきものがかりの みなさん、こんにつあー!! 2013 〜I〜」巡迴演唱會開始及結束。
- 11月22日，《笑顏》獲得「第55回日本レコード大賞」優秀獎作品。
- 12月31日，出演第64回NHK红白歌合战（第六次出場），演唱曲目為《笑顏》。

2014年
- 2月1日，兩人組成的生物股長（水野與山下）結成以來15周年。
- 3月15日，出道以來8周年。
- 3月26日，「いきものがかりの みなさん、こんにつあー!! 2013 〜I〜」發行[5]。
- 7月9日，第27張單曲《ラブソングはとまらないよ》發行。
- 10月15日，第28張單曲《熱情のスペクトラム/涙がきえるなら》發行，為動畫《七大罪》的第1季片頭曲。
- 11月3日，三人組成的生物股長結成以來15周年。
- 11月12日，第29張單曲《GOLDEN GIRL》發行。
- 11月20日，《熱情のスペクトラム》獲得「第56回日本レコード大賞」優秀獎作品。
- 12月24日，第7張專輯《FUN! FUN! FANFARE!》發行。
- 12月31日，出演第65回NHK红白歌合战（第七次出場），演唱曲目為《GOLDEN GIRL》。

2015年
- 2月1日，兩人組成的生物股長(水野與山下)結成以來16周年
- 3月14日至7月18日，舉行演唱會「いきものがかりの みなさん、こんにつあー!! 2015 〜FUN! FUN! FANFARE!〜」，會場共餘13個縣市，共舉辦26場
- 3月15日，出道以來9周年
- 5月13日，第30張單曲《あなた》發行
- 11月3日，第31張單曲《ラブとピース！/夢題〜遠くへ〜》發行
- 12月31日，出演第66回NHK紅白歌合戰（第八次出場），二度演唱《感謝》

2016年
- 3月15日，出道以來10週年，決定舉辦10週年地元SHOW (海老名/厚木)，在台灣並有直播[6]
- 8月24日，第32張單曲《ラストシーン/ぼくらのゆめ》發行。*《ラストシーン》為東寶電影『四月は君の嘘』主題歌。
- 12月31日，出演第67回NHK紅白歌合戰（第九次出場），二度演唱出道作《SAKURA》。

2017年
- 1月5日，在官方網站宣佈樂隊將會暫時“放牧”，讓成員嘗試作個人的發展，並即時起暫停所有以團體名義出演的活動[7][8][9]。

2018年
- 11月2日：經過1年10個月的活動休止，三人發表了「集牧宣言」，宣佈重新開展團體活動，當日亦公佈了新曲《太陽》。
- 11月14日：復團後不足半個月，即被獲選於第69回NHK紅白歌合戰演出，為第10次紅白出場。

2019年
- 12月25日，第8張專輯《WE DO》發行。

2020年
- 4月4日至6月24日，預定舉行20週年巡迴演唱會，共27場，但因新型冠狀病毒肺炎疫情在日本蔓延而全數中止。

2021年
- 2月24日，第33張單曲《BAKU》發行。為動畫《博人传-火影次世代-》第181-205話的片頭曲。
- 3月31日，第9張專輯《WHO?》發行。
- 4月至6月，舉行巡迴演唱會「いきものがかりの みなさん、こんにつあー!! THE LIVE 2021!!!」，共6場。  6月2日，山下宣布將於同年夏天退團，轉入幕後從事創作活動。

## NHK紅白歌合戰出場紀錄
| 年份/屆數                 | 出場次數 | 曲目                       | 出演次序 | 對戰歌手 | 備註              |
| ------------------------- | -------- | -------------------------- | -------- | -------- | ----------------- |
| 2008年（平成20年）/第59回 | 初       | SAKURA                     | 07/26    | 自由音樂 |                   |
| 2009年（平成21年）/第60回 | 2        | YELL                       | 03/25    | NYC boys |                   |
| 2010年（平成22年）/第61回 | 3        | 感謝（ありがとう）         | 19/22    | 嵐       |                   |
| 2011年（平成23年）/第62回 | 4        | 向前走（歩いていこう）     | 20/25    | 五木宏   | [ 10 ]            |
| 2012年（平成24年）/第63回 | 5        | 隨著風吹（風が吹いている） | 25/25    | SMAP     | 紅組壓軸(1)       |
| 2013年（平成25年）/第64回 | 6        | 笑顏（笑顔）               | 22/24    | 泉谷茂   |                   |
| 2014年（平成26年）/第65回 | 7        | GOLDEN GIRL                | 16/23    | 五木宏   |                   |
| 2015年（平成27年）/第66回 | 8        | 感謝（ありがとう）         | 15/26    | TOKIO    |                   |
| 2016年（平成28年）/第67回 | 9        | SAKURA                     | 11/23    | 柚子     | 上半場紅組壓軸(1) |
| 2018年（平成30年）/第69回 | 10       | JOYFUL                     | 10/22    | DA PUMP  |                   |
| 2019年（令和元年）/第70回 | 11       | 隨著風吹（風が吹いている） | 37/42    | 柚子     |                   |

## 作品

### 單曲
|      | 發行日期       | 標題                        | 編號                                                 | 銷量      |
| 1st  | 2006年3月15日  | SAKURA                      | ESCL-2803                                            | 59,758枚  |
| 2nd  | 2006年5月31日  | HANABI                      | ESCL-2823                                            | 56,584枚  |
| 3rd  | 2006年10月18日 | 戀愛少女                    | ESCL-2885                                            | 15,226枚  |
| 4th  | 2006年12月6日  | 流星奇蹟                    | ESCL-2897                                            | 20,195枚  |
| 5th  | 2007年2月14日  | 耀眼的人/青春之扉           | ESCL-2925                                            | 18,695枚  |
| 6th  | 2007年8月8日   | 夏空的塗鴉/青春線           | ESCL-2975                                            | 37,754枚  |
| 7th  | 2007年10月24日 | 茜色的約定                  | ESCL-3012                                            | 45,872枚  |
| 8th  | 2008年1月30日  | 如櫻花般美好的你            | ESCL-3045                                            | 33,631枚  |
| 9th  | 2008年4月16日  | 想回去了啊                  | ESCL-3058                                            | 59,975枚  |
| 10th | 2008年7月9日   | 青鳥                        | ESCL-3083                                            | 90,267枚  |
| 11th | 2008年10月15日 | Planetarium                 | ESCL-3114                                            | 36,287枚  |
| 12th | 2008年12月3日  | 搖擺不定的羅曼蒂克          | ESCL-3139                                            | 46,937枚  |
| 13th | 2009年5月27日  | 兩人                        | ESCL-3200                                            | 58,803枚  |
| 14th | 2009年7月15日  | 螢之光                      | ESCL-3253                                            | 47,964枚  |
| 15th | 2009年9月23日  | YELL/JOYFUL                 | ESCL-3280                                            | 141,446枚 |
| 16th | 2009年11月11日 | 笑中帶淚                    | ESCL-3297/98（CD+DVD 初回版） ESCL-3299（CD 普通版） | 39,132枚  |
| 17th | 2010年3月10日  | 鄉愁                        | ESCL-3385                                            | 46,902枚  |
| 18th | 2010年5月5日   | 感謝                        | ESCL-3438                                            | 213,549枚 |
| 19th | 2010年8月4日   | 因為有你                    | ESCL-3458                                            | 65,287枚  |
| 20th | 2011年7月20日  | 開心大笑/NEW WORLD MUSIC    | ESCL-3720                                            | 56,636枚  |
| 21st | 2011年11月23日 | 向前走                      | ESCL-3810                                            | 67,723枚  |
| 22nd | 2012年1月18日  | 總有一天                    | ESCL-3816                                            | 34,243枚  |
| 23rd | 2012年4月25日  | 春之歌                      | ESCL-3875                                            | 61,938枚  |
| 24th | 2012年7月18日  | 隨著風吹                    | ESCL-3930                                            | 78,025枚  |
| 25th | 2013年6月5日   | 1 2 3 〜恋爱开始〜          | ESCL-4044                                            | 24,911枚  |
| 26th | 2013年7月10日  | 笑顏                        | ESCL-4075（初回版） ESCL-4076（普通版）              | 54,114枚  |
| 27th | 2014年7月9日   | 停不住的情歌                | ESCL-4234                                            | 25,992枚  |
| 28th | 2014年10月15日 | 熱情光譜/若淚水消失         | ESCL-4283                                            | 30,721枚  |
| 29th | 2014年11月12日 | GOLDEN GIRL                 | ESCL-4330                                            | 16,189枚  |
| 30th | 2015年5月13日  | 你                          | ESCL-4425                                            | 22,888枚  |
| 31st | 2015年11月3日  | 愛與和平！/夢題～走向遠方～ | ESCL-4543                                            | 16,485枚  |
| 32nd | 2016年8月24日  | 最後的場景/我們的夢想       | ESCL-4659                                            | 16,485枚  |
| 33rd | 2021年2月24日  | BAKU                        | ESCL-5319（普通版）                                  |           |
| 33rd | 2021年2月24日  | BAKU                        | ESJL-3118                                            |           |
| 34th | 2023年9月13日  | 興高采烈/心動不已           | ESCL-5850/51（初回版）                               |           |
| 34th | 2023年9月13日  | 興高采烈/心動不已           | ESCL-5852（普通版）                                  |           |
| 35th | 2024年5月22日  | 運命ちゃん                  | ESCL-5960（初回版）                                  |           |
| 35th | 2024年5月22日  | 運命ちゃん                  | ESCL-5962（普通版）                                  |           |
| 35th | 2024年5月22日  | 運命ちゃん                  | ESCL-5963（动画版）                                  |           |
| 36th | 2024年7月17日  | 晴々!/青のなかで            | ESCL-5983（初回版）                                  |           |
| 36th | 2024年7月17日  | 晴々!/青のなかで            | ESCL-5985（普通版）                                  |           |
| 36th | 2024年7月17日  | 晴々!/青のなかで            | ESCL-5986（动画版）                                  |           |
| 37th | 2024年11月2日  | 会いたい                    | ESCL-6020（初回版）                                  |           |
| 37th | 2024年11月2日  | 会いたい                    | Live会场版                                           |           |

### 數碼音樂下載
|     | 發行日期      | 標題                   |
| --- | ------------- | ---------------------- |
| 1st | 2019年1月1日  | WE DO                  |
| 2nd | 2019年3月15日 | 太陽                   |
| 3rd | 2019年4月1日  | SING!                  |
| 4th | 2019年4月12日 | 身份（アイデンティティ）               |
| 5th | 2019年11月2日 | STAR LIGHT JOURNEY     |
| 6th | 2020年3月20日 | 生存（生きる）               |
| 7th | 2020年8月31日 | 閃閃發光（きらきらにひかる）           |
| 8th | 2021年5月30日 | 今天開始，從此開始（今日から、ここから） |

### 專輯
|     | 發行日期       | 標題                   | 規格   | 銷量                | 編號                   |
| --- | -------------- | ---------------------- | ------ | ------------------- | ---------------------- |
| 1st | 2007年3月7日   | 櫻花盛開的街道故事（桜咲く街物語） | CD     | 260,684張           | ESCL-2910              |
| 2nd | 2008年2月13日  | LIFE ALBUM（ライフアルバム）         | CD     | 252,599張           | ESCL-3046              |
| 3rd | 2008年12月24日 | My song Your song      | CD     | 466,120張           | ESCL-3146              |
| 4th | 2009年12月23日 | 啟程之歌（）           | CD+DVD | 561,957張           | ESCL-3354/55（初回版） |
| 4th | 2009年12月23日 | 啟程之歌（）           | CD     | 561,957張           | ESCL-3356（普通版）    |
| 5th | 2012年2月29日  | NEWTRAL                | 2CD    | 416,968張           | ESCL-3827/28（初回版） |
| 5th | 2012年2月29日  | NEWTRAL                | CD     | 416,968張           | ESCL-3829（普通版）    |
| 6th | 2013年7月24日  | I                      | CD+DVD | 223,570張           | ESCL-4089/90（初回版） |
| 6th | 2013年7月24日  | I                      | CD     | 223,570張           | ESCL-4091（普通版）    |
| 7th | 2014年12月24日 | FUN! FUN! FANFARE!     | CD+DVD | 182,316張           | ESCL-4333/34（初回版） |
| 7th | 2014年12月24日 | FUN! FUN! FANFARE!     | CD     | 182,316張           | ESCL-4335（普通版）    |
| 8th | 2019年12月25日 | WE DO                  | 2CD    |                     | ESCL-5313/14（初回版） |
| 8th | 2019年12月25日 | WE DO                  | CD     | ESCL-5315（普通版） |                        |
| 9th | 2021年3月31日  | WHO?                   | CD+DVD |                     | ESCL-5505/06（初回版） |
| 9th | 2021年3月31日  | WHO?                   | CD     | ESCL-5507（普通版） |                        |

### 精選輯
|     | 發行日期       | 標題                             | 銷量        | 編號                                                  |
| 1st | 2010年11月3日  | 生物百科圖鑑～團員精選～         | 1,427,768張 | ESCL-3525 - 27（初回版） ESCL-3528/29（普通版）       |
| 2nd | 2012年12月19日 | 抒情套餐                         | 282,125 張  | ESCL-4008/09（初回限定版） ESCL-4010（普通版）        |
| 3rd | 2016年3月15日  | 超級生物百科～十年紀念BEST選輯～ | 330,000張   | ESCL-5555 - 58（初回限定版） ESCL-5560 - 62（普通版） |

### 影像作品
|     | 發行日期       | 標題                                                                   | 銷量                               | 編號 |
| 1st | 2009年3月4日   | とってもええぞう                                                       | 42,479張                           | ESBL-2264 |
| 2nd | 2011年4月27日  | いきものがかりの みなさん、こんにつあー!! 2010 ～なんでもアリーナ!!!～ | 44,017張                           | ESBL-2310/11（DVD） ESXL-11（Blu-ray）                                                                                  |
| 3rd | 2011年12月14日 | いきものまつり2011 どなたサマーも楽しみまSHOW!!! ～横浜スタジアム～    | 19,409張（DVD） 9,876張（Blu-ray） | ESBL-2312/13（DVD） ESXL-15（Blu-ray）                                                                                  |
| 4th | 2013年3月27日  | いきものがかりの みなさん、こんにつあー!! 2012 〜NEWTRAL〜             |                                    | ESBL-2336 - 38（2DVD+CD 初回版） ESBL-2339/40（2DVD 普通版） ESXL-26/27（Blu-ray+CD 初回版） ESXL-28（Blu-ray 普通版）  |
| 5th | 2013年12月11日 | とってもええぞう2                                                      |                                    | ESBL-2343（DVD） ESXL-34（Blu-ray）                                                                                     |
| 6th | 2014年3月26日  | いきものがかりの みなさん、こんにつあー!! 2013 〜I〜                   |                                    | ESBL-2366 - 68（2DVD+CD 初回版） ESBL-2369/70（2DVD 普通版） ESXL-44/45（Blu-ray+CD 初回版） ESXL-46（Blu-ray 普通版）  |
| 7th | 2015年12月9日  | いきものがかりの みなさん、こんにつあー!! 2015 〜FUN! FUN! FANFARE!〜  |                                    | ESBL-2412 - 14（2DVD+CD 初回版） ESBL-2415/16（2DVD 普通版） ESXL-70/71（Blu-ray+CD 初回版） ESXL-72（Blu-ray 普通版）  |
| 8th | 2016年12月21日 | 超いきものまつり2016 地元でSHOW!! 〜海老名でしょー!!!〜                |                                    | ESBL-2452 - 54（2DVD+CD 初回版） ESBL-2455/56（2DVD 普通版） ESXL-101/2（Blu-ray+CD 初回版） ESXL-103（Blu-ray 普通版） |
| 9th | 2016年12月21日 | 超いきものまつり2016 地元でSHOW!! 〜厚木でしょー!!!〜                  |                                    | ESBL-2457 - 59（2DVD+CD 初回版） ESBL-2460/61（2DVD 普通版） ESXL-104/5（Blu-ray+CD 初回版） ESXL-106（Blu-ray 普通版） |

### 地下時期專輯
1.誠に僭越ながらファーストアルバムを拵えました…
發行日期：2003年8月25日

編號：TSR-001
收錄歌曲
1. 花は桜 君は美し（作詞/作曲：水野良樹）
2. 歌姫 （作詞/作曲：水野良樹）
3. 地球（作詞/作曲：山下穂尊）
4. 秋桜（作詞/作曲：山下穂尊）
5. ノスタルジア （作詞/作曲：水野良樹）
6. 夏・コイ（作詞/作曲：山下穂尊）

- 地下時期首張專輯
- 《夏・コイ》亦收錄於首張專輯《桜咲く街物語》
- 《花は桜 君は美し》經重新編曲及改動歌詞後，於2008年1月30日推出單曲版本
- 《秋桜》亦收錄於第四張專輯《ハジマリノウタ》
- 《ノスタルジア》於2010年3月10日推出單曲版本
- 《地球》亦收錄於第五張專輯《NEWTRAL》

2.七色こんにゃく
發行日期：2004年8月28日

編號：QBIX-11 （已停止發行）
收錄曲目
1. 真夏のエレジー （作詞/作曲：水野良樹）
2. からくり （作詞/作曲：水野良樹）
3. あまあし（作詞/作曲：山下穂尊）
4. 赤いかさ （作詞/作曲：水野良樹）
5. 夢題～遠くへ～（作詞/作曲：山下穂尊）

- 以戀愛及青春為主題的作品
- 《赤いかさ》作為B面曲收錄於2012年1月18日推出的第22張單曲《いつだって僕らは》

3.人生すごろくだべ。
發行日期：2005年5月25日

編號：QBIX-15 (已停止發行)
收錄曲目
1. コイスルオトメ （作詞/作曲：水野良樹）
2. ちこくしちゃうよ （作詞：山下穂尊・吉岡聖恵 作曲：山下穂尊）
3. くちづけ （作詞/作曲：山下穂尊）
4. 月とあたしと冷蔵庫 （作詞：山下穂尊・吉岡聖恵 作曲：山下穂尊）

- 附錄於厚木市文化會館演唱會的特典DVD
- 《コイスルオトメ》於2006年10月18日發行單曲版本
- 《ちこくしちゃうよ》及《月とあたしと冷蔵庫》收錄於第二張專輯《ライフアルバム》，《くちづけ》收錄於第三張專輯《My song Your song》
- 是唯一一張所有曲目皆於出道後重新收錄的地下專輯

## 各媒體使用的歌曲列表
| 樂曲           | 使用內容 |
| -------------- | --- |
| ときめき       | プリキュア20周年記念ソング NHK Eテレテレビアニメ『キボウノチカラ〜オトナプリキュア'23〜』オープニングテーマ |
| きっと愛になる | フジテレビ系「坂上どうぶつ王国」テーマソング                                                                |
| うれしくて     | 東映配給映画『映画 プリキュアオールスターズF』主題歌                                                        |

## 音樂錄影帶
| 歌名                   | PV（拍攝場地）                   | 導演               |
| ---------------------- | -------------------------------- | ------------------ |
| SAKURA                 | 小田急線富水站東口               | 竹内鐵郎           |
| HANABI                 | CG合成                           | ウスイヒロシ       |
| コイスルオトメ         | 橫濱市青葉區東急兒童國線沿線     | 番場秀一           |
| 二輪花                 | 電影《Cherry Pie》片段           | 井上春生           |
| 流星ミラクル           | 多摩NEW TOWN                     | 瀧本登鯉           |
| うるわしきひと         | 東京御台場Palette Town付近       | 番場秀一           |
| 青春のとびら           | 電影《Monster House》片段        | 不明               |
| 夏空グラフィティ       | 塞班島                           | 三木孝浩           |
| 青春ライン             | Thunder Snake 厚木               | 大橋陽             |
| 茜色の約束             | 東京怪獸公園                     | 舟越響子           |
| 花は桜 君は美し        | JR根岸線櫻木町站                 | 三木孝浩           |
| 帰りたくなったよ       | 棚內攝影、電影《砂時計》片段     | 三木孝浩           |
| ブルーバード           | 棚內攝影（保齡球館）             | 河谷英夫           |
| プラネタリウム         | 棚內攝影、CG合成                 | 三木孝浩           |
| 気まぐれロマンティック | 像素圖動畫、棚內攝影             | 河谷英夫           |
| ふたり                 | 上田電鐵別所線八木澤站           | 河谷英夫           |
| ホタルノヒカリ         | 茨城縣筑波山、棚內攝影           | 大橋陽             |
| YELL                   | 神奈川縣厚木市立東名中學校       | 三木孝浩           |
| じょいふる             | 神奈川縣厚木市立東名中學校       | スミス             |
| なくもんか             | 東京都新宿區西新宿、港區汐留周邊 | 水田伸生           |
| ノスタルジア           | 高崎市立高崎經濟大學             | 三木孝浩           |
| 時をかける少女         | 電影《時をかける少女》           | 谷口正晃           |
| ありがとう             | 横濱市中區舞廳「クリフサイド」   | 竹内鐵郎           |
| キミがいる             | 棚內攝影                         | 上田大樹、三木孝浩 |
| 風と未来               | 棚內攝影、CG合成                 | 三木孝浩           |
| 笑ってたいんだ         | 根岸森林公園                     | スミス             |

## 外部鏈結
- 官方网站
- 經紀公司官方介紹頁 （页面存档备份，存于）
- 唱片公司官方介紹頁 （页面存档备份，存于）
- 生物股長的X（前Twitter）
- 水野良樹的X（前Twitter）
- 水野良樹的Instagram帳戶
- 吉岡聖惠的Instagram帳戶